# Mordor Macula
Mordor Macula je velika tamna površina oko 475 km u promjeru u blizini sjevernog pola Harona, Plutonovog najvećeg mjeseca. Ovo je obilježje dobio ime po crnoj zemlji na J.R.R. Tolkienove trilogije Gospodar prstenova. Ime nije službeno; tim za otkrivanje neovlašteno koristi ime i može podnijeti zahtjev za imenovanje Međunarodnoj astronomskoj uniji. Iako mnoga tijela u Sunčevom sustavu imaju polarne kape, ona su obično svijetla, zbog reflektivnog leda ili neke vrste mraza, a ne tamna.

## Postanak
Sonda New Horizons otkrila je dvije vrste molekula koje su bježe s Plutona: metan i dušik. Iako je dušik najobilniji plin u Plutonovoj atmosferi, metan je lakši i gubi se oko 500 puta brže. Tolini i njihovi prekurzori su preteški i ne mogu na isti način pobjeći s Plutona, pa Haronovi tolini moraju biti načinjeni od metana koji dolazi iz Plutona. Haron kruži vrlo blizu Plutona, a dosta Plutonovog metana koji bježi iz njega pada na njegovu površinu. Ako molekula metana pogodi Haronovu noćnu stranu, on će se zalijepiti, posebno u blizini zimskog pola na kojem je temperatura najniža (manja od 30 stupnjeva iznad apsolutne nule). To je zato što pri nižim temperaturama površinske molekule vibriraju sporije, a atmosferske molekule sporije putuju, pa su i sudari nježni. Međutim, ako molekula metana udari u osunčani dio površine, ona će imati tendenciju da odskoči i odleti u svemir zbog Haronove slabe gravitacije (što je već odavno dopustilo da izgubi svaku atmosferu koju je nekada mogao posjedovati).
Ultraljubičasto sunčevo svjetlo koje sjaji na molekulama metana koji prekrivaju Haronovu površinu moglo bi potaknuti fotokemijske reakcije da ih poveže u progresivno duže molekularne lance i formiraju toline. Međutim, molekula metana na hladnoj površini s noćne strane trebala bi se moći osloboditi danju, kada temperatura poraste do vrtoglavih visina od -220 ° C - što će mu omogućiti oslobađanje u svemir i da se trajno izgubi. A kako noću nema sunčeve svjetlosti, molekule metana ne mogu se povezati (čineći ih previše masivnim da bi lebdjele) prije zore novog dana. U iznenađujućem rezultatu istraživanja pokazuju da, čak i noću, Haronovi polovi primaju dovoljno ultraljubičastog svjetla da se molekule metana mogu povezati. To je zato što međuplanetarna prašina u regiji raspršuje sunčevu svjetlost u svim smjerovima, uključujući i na Haronovu noćnu stranu. Jednom kada je molekularni lanac od dva ili tri metana povezan (s ili bez povremenog dušika za dobru mjeru), vjerojatno je dovoljno težak da ostane vezan za površinu i tijekom dana. Uobičajena dnevna sunčeva svjetlost tada može preuzeti dovršavanje procesa formiranja tolina.
Otprilike 270 milijardi molekula sleti na svaki kvadratni metar Haronove površine svake sekunde. Miješanje s vodenim ledom može čak biti važno za crvenkastu boju. Kada metanov led reagira s UV zračenjem u laboratoriju, on na kraju jednostavno postane crn. Vodeni led može pomoći u održavanju crvenkastog materijala „svježim“. Istraživači procjenjuju da je nešto manje od četvrtine smrznutog metana podvrgnuto ovoj transformaciji. Ako bi se to ravnomjerno događalo od pola do visine od oko 45 stupnjeva, izgradili bi ste sloj tamnog, crvenkastog sira debljine svega 0,16 milimetara, pod uvjetom čekanja milijun godina.